# York (New York)
Pour les articles homonymes, voir York (homonymie).
York est une ville du comté de Livingston, dans l’État de New York aux États-Unis.

## Source
- (en) Cet article est partiellement ou en totalité issu de l’article de Wikipédia en anglais intitulé « York, New York » (voir la liste des auteurs).